# Alte Kaserne (Dillingen an der Donau)

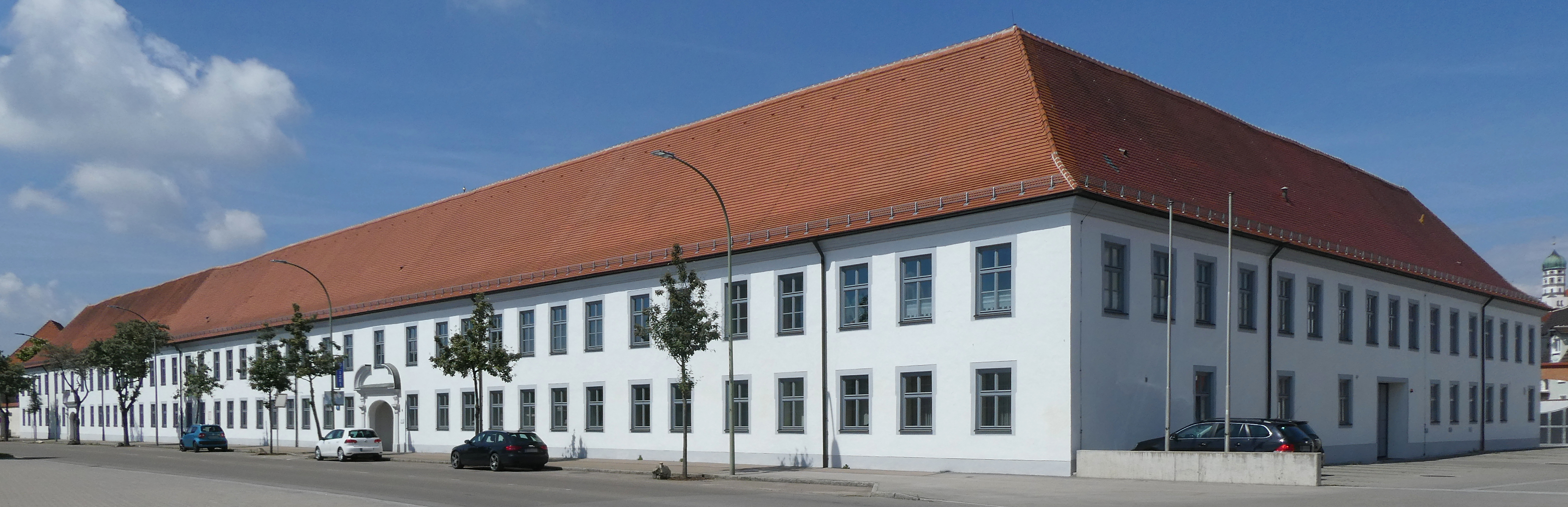
Alte Kaserne in Dillingen an der Donau

Die Alte Kaserne in Dillingen an der Donau, der Kreisstadt des Landkreises Dillingen an der Donau im Regierungsbezirk Schwaben in Bayern, wurde 1722/23 wohl von Andreas Moosbrugger errichtet. Die alte Kaserne am Kasernplatz 6, gegenüber der von 1839 bis 1844 erbauten Ludwigskaserne, ist ein geschütztes Baudenkmal.
Der Baukomplex aus fünf zweigeschossigen, mit umlaufenden Satteldächern gedeckten Flügeln, die zwei rechteckige Höfe mit umlaufenden Laubengängen umschließen, wurde unter Fürstbischof Alexander Sigismund (1663–1737) für das hochstiftische Militärkontingent des schwäbischen Reichskreises errichtet.
Die Fassade zum Kasernplatz hat 46 Fensterachsen und die an der Breitseite 17. Alle Fenster sind heute rechteckig, die Erdgeschossfenster waren ursprünglich stichbogig in Blendfeldern. Zu beiden Höfen führt ein Torweg mit korbbogigen, von Pilastern flankierten Toren.
Neben dem Westportal wurde eine Gedenktafel für Wilhelm Bauer, den Erfinder des Unterseebootes, angebracht.